# Melitaea allophylus
Melitaea allophylus är en fjärilsart som beskrevs av Rütimeyer 1942. Melitaea allophylus ingår i släktet Melitaea och familjen praktfjärilar. Inga underarter finns listade i Catalogue of Life.